# Nerf fémoral
Pour les veines, voir artère fémorale.
Le nerf fémoral (ou nerf crural ou nerf crural antérieur) est un nerf mixte du membre inférieur et une branche terminale de la partie postérieure du plexus lombal composé des racines L2, L3 et L4.

## Origine
Le nerf fémoral nait de la fusion des divisions postérieures des rameaux antérieurs des deuxième, troisième et quatrième nerfs lombaires (L2, L3 et L4).

## Trajet
Le nerf fémoral  apparait sur le bord externe du muscle grand psoas. Le nerf pénètre dans le triangle de Scarpa en passant dans la lacune musculaire rétro-inguinale sous le ligament inguinal, juste en dehors de l'artère fémorale . Dans le petit bassin, le nerf se situe dans un sillon entre le muscle iliaque et le muscle grand psoas. 
Après un court cours d'environ 4 cm dans la cuisse, le nerf se divise en quatre branches : 
- deux rameaux cutanés antérieurs : les nerfs musculo-cutané externe et interne ;
- deux rameaux musculaires : le nerf du quadriceps et le nerf saphène.

Les deux premiers sont séparés des deux derniers par l'artère circonflexe fémorale latérale.

## Zone d'innervation
Avant sa division, le nerf fémoral émet :
- des rameaux musculaires pour les muscles iliaque, grand psoas près de son origine et pour le muscle pectiné au-dessus du ligament inguinal;
- un rameau vasculaire pour l'artère fémorale ;
- un rameau cutané pour la région antérieure de la cuisse.

Par ses branches terminales
- le nerf du quadriceps innerve le muscle du même nom, et les articulations coxo-fémorale et fémoro-patellaire ;
- le nerf musculo-cutané externe innerve le muscle sartorius et la région cutanée intermédiaire et latérale de la cuisse ;
- le nerf musculo-cutané interne innerve la région cutanée antéro-médiale de la cuisse, ainsi qu'un bout de la région postéro-médiale de la cuisse ;
- le nerf saphène innerve l'artère fémorale, la face médiale de la cuisse, du genou et du mollet, l'articulation fémoro-patellaire et deux branches terminales antérieure pour le dos du pied et postérieure pour le bord médial du pied.

## Aspect clinique
Les signaux du nerf fémoral et de ses branches peuvent être bloqués pour interrompre la transmission du signal de douleur de la zone d'innervation, en effectuant un bloc nerveux régional. Le bloc du nerf fémoral est largement utilisé dans les interventions chirurgicales des membres inférieurs. Les procédés les plus utilisés sur le nerf fémoral sont : le bloc fémoral, le bloc ilofascial et le bloc « 3 en 1 ».

## Galerie

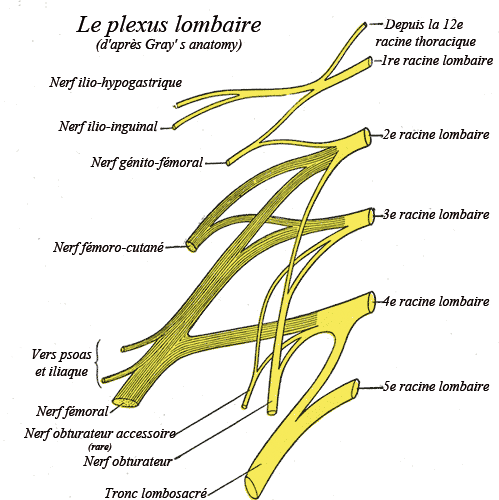
Origine du nerf fémoral.
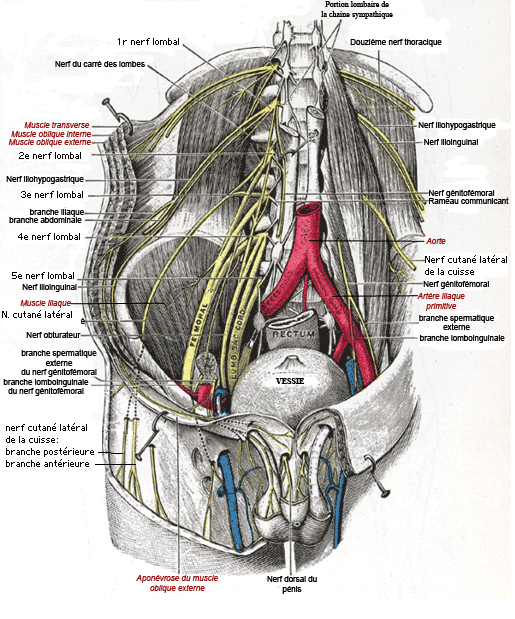
Rapports du nerf fémoral au niveau abdominopelvien.